# Rhamnus kanagusukii
Rhamnus kanagusukii är en brakvedsväxtart som beskrevs av Tomitaro Makino. Rhamnus kanagusukii ingår i släktet getaplar, och familjen brakvedsväxter. Inga underarter finns listade i Catalogue of Life.